# Dielsia stenostachya
Dielsia stenostachya är en gräsväxtart som först beskrevs av William Vincent Fitzgerald, och fick sitt nu gällande namn av Barbara Gillian Briggs och Lawrence Alexander Sidney Johnson. Dielsia stenostachya ingår i släktet Dielsia och familjen Restionaceae. Inga underarter finns listade i Catalogue of Life.